# Jugantor
Daily Jugantor (bengali : দৈনিক যুগান্তর) est un quotidien en bengali, imprimé et publié par Jamuna Printing and Publishing Ltd, fondé en 2000, Les opérations administratives sont supervisées par Jamuna Media Ltd,,. Le rédacteur en chef de ce journal est Saiful Alam et l'éditeur Salma Islam.